# Carel Godin de Beaufort
Karel Pieter Antoni Jan Hubertus Godin de Beaufort, detto Carel (Maarsbergen, 10 aprile 1934 – Colonia, 2 agosto 1964), è stato un pilota automobilistico olandese.
Corse 31 Gran Premi in Formula 1 dal 1957 al 1964 (28 partenze), la maggior parte dei quali al volante di automobili Porsche dipinte nel tipico arancione olandese ed iscritte dalla sua squadra Ecurie Maarsbergen.
Morì per le conseguenze di un incidente durante le prove del Gran Premio di Germania 1964 al Nürburgring nella curva Bergwerk.

## Carriera

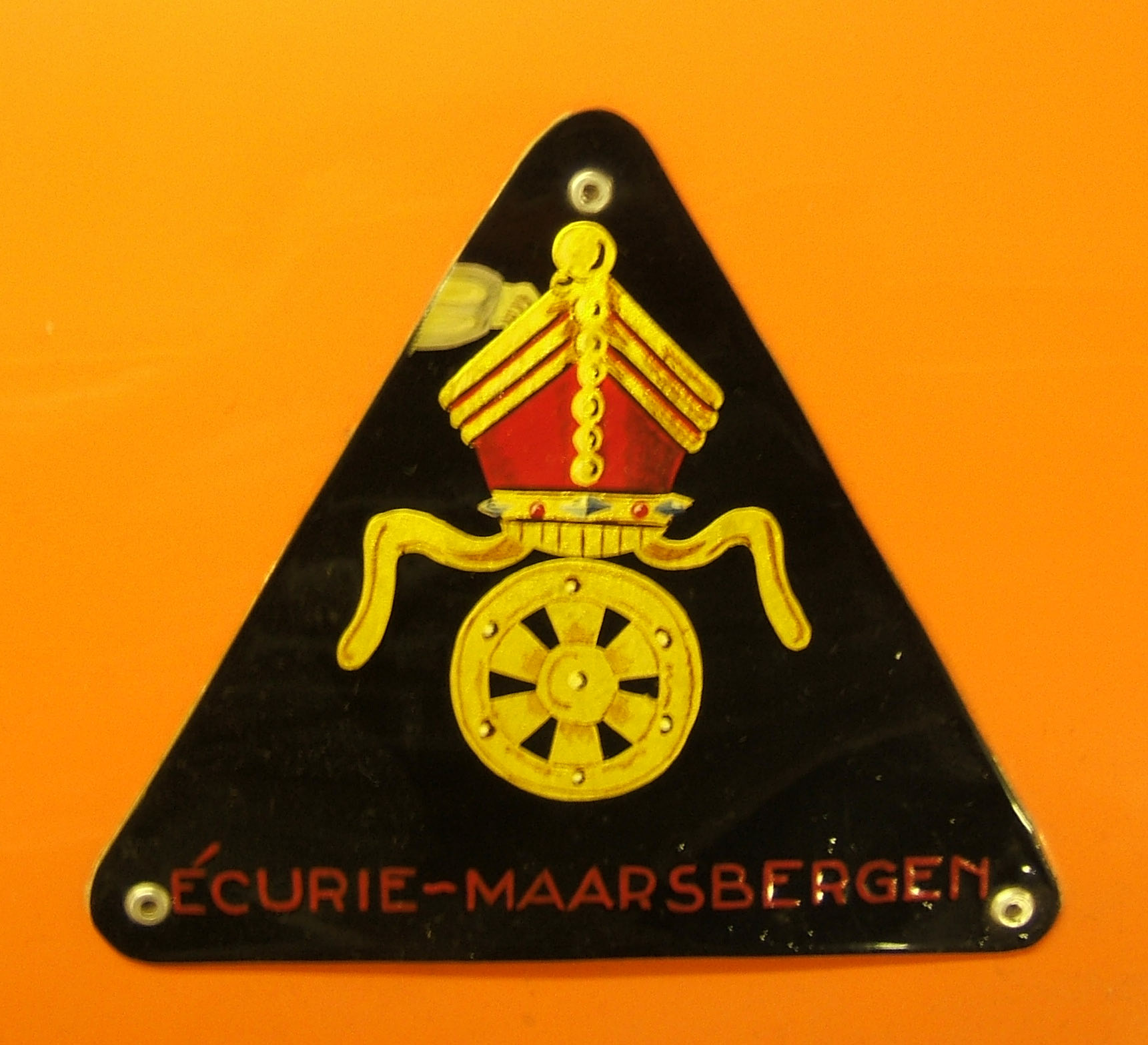
Lo stemma della Ecurie Maarsbergen su una Porsche di Godin de Beaufort

### Gli inizi
Di famiglia aristocratica, Carel Godin de Beaufort iniziò ad appassionarsi all'automobilismo fin dall'adolescenza, alla fine degli anni quaranta. Comprò la sua prima vettura nel 1955 per prendere parte a vari rally locali. Acquistò in seguito una Porsche 1500 Super e successivamente una Porsche 550 con cui partecipò alla Mille Miglia e alla 24 Ore di Le Mans del 1956.

### Formula 1
L'anno seguente fece poi il suo debutto in Formula 1 (con una vettura di Formula 2), prendendo parte al Gran Premio di Germania 1957, concludendo al quattordicesimo posto. Ottenne i suoi primi punti nel 1962 con un sesto posto al Gran Premio d'Olanda, risultato che replicò in altre tre occasioni durante la sua carriera. Nelle gare extra campionato riuscì invece a giungere secondo a Siracusa e terzo in Austria.
Nel 1964 fu vittima di un incidente durante le prove del Gran Premio di Germania 1964 e morì il giorno dopo a causa delle lesioni cerebrali riportate.
Carel Godin de Beaufort è stato sepolto nel cimitero di Maarsbergen, a Utrecht.

## Risultati in Formula 1
| 1957 | Scuderia       | Vettura       |  |  |  |  |  |    |  |  |  |  |  | Punti | Pos. |
| ---- | -------------- | ------------- |  |  |  |  |  | -- |  |  |  |  |  | ----- | ---- |
| 1957 | Pilota privato | Porsche 550RS |  |  |  |  |  | 14 |  |  |  |  |  | 0     |      |

| 1958 | Scuderia       | Vettura     |  |  |    |  |  |  |  |     |  |  |  | Punti | Pos. |
| ---- | -------------- | ----------- |  |  | -- |  |  |  |  | --- |  |  |  | ----- | ---- |
| 1958 | Pilota privato | Porsche RSK |  |  | 11 |  |  |  |  | Rit |  |  |  | 0     |      |

| 1959 | Scuderia       | Vettura                     |  |  |    |   |  |  |  |  |  |  |  | Punti | Pos. |
| ---- | -------------- | --------------------------- |  |  | -- | - |  |  |  |  |  |  |  | ----- | ---- |
| 1959 | Pilota privato | Porsche RSK e Maserati 250F |  |  | 10 | 9 |  |  |  |  |  |  |  | 0     |      |

| 1960 | Scuderia       | Vettura    |  |  |  |   |  |  |  |  |  |  |  | Punti | Pos. |
| ---- | -------------- | ---------- |  |  |  | - |  |  |  |  |  |  |  | ----- | ---- |
| 1960 | Pilota privato | Cooper T51 |  |  |  | 8 |  |  |  |  |  |  |  | 0     |      |

| 1961 | Scuderia       | Vettura     |  |    |    |     |    |    |   |  |  |  |  | Punti | Pos. |
| ---- | -------------- | ----------- |  | -- | -- | --- | -- | -- | - |  |  |  |  | ----- | ---- |
| 1961 | Pilota privato | Porsche 718 |  | 14 | 11 | Rit | 16 | 14 | 7 |  |  |  |  | 0     |      |

| 1962 | Scuderia       | Vettura     |   |    |   |   |    |    |    |     |    |  |  | Punti | Pos. |
| ---- | -------------- | ----------- | - | -- | - | - | -- | -- | -- | --- | -- |  |  | ----- | ---- |
| 1962 | Pilota privato | Porsche 718 | 6 | NQ | 7 | 6 | 14 | 13 | 10 | Rit | 11 |  |  | 2     | 16º  |

| 1963 | Scuderia       | Vettura     |  |   |   |  |    |     |    |   |    |    |  | Punti | Pos. |
| ---- | -------------- | ----------- |  | - | - |  | -- | --- | -- | - | -- | -- |  | ----- | ---- |
| 1963 | Pilota privato | Porsche 718 |  | 6 | 9 |  | 10 | Rit | NQ | 6 | 10 | 10 |  | 2     | 14º  |

| 1964 | Scuderia       | Vettura     |  |     |  |  |  |    |  |  |  |  |  | Punti | Pos. |
| ---- | -------------- | ----------- |  | --- |  |  |  | -- |  |  |  |  |  | ----- | ---- |
| 1964 | Pilota privato | Porsche 718 |  | Rit |  |  |  | NQ |  |  |  |  |  | 0     |      |

| Legenda | 1º posto     | 2º posto | 3º posto    | A punti         | Senza punti/Non class.  | Grassetto – Pole position Corsivo – Giro più veloce |
| Legenda | Squalificato | Ritirato | Non partito | Non qualificato | Solo prove/Terzo pilota | Grassetto – Pole position Corsivo – Giro più veloce |